# Medal Sił Powietrznych za Wybitną Służbę
Medal Sił Powietrznych za Wybitną Służbę (ang. Air Force Distinguished Service Medal) – amerykańskie odznaczenie wojskowe Sił Powietrznych Stanów Zjednoczonych, ustanowione 6 lipca 1960 roku przez Kongres Stanów Zjednoczonych, przyznawane za wybitną służbę dla rządu Stanów Zjednoczonych w warunkach dużej odpowiedzialności (exceptionally meritorious service to the United States government in a duty of great responsibility), podczas wojny lub pokoju. Jest trzecim w hierarchii odznaczeniem Sił Powietrznych, po Medalu Honoru i Krzyżu Sił Powietrznych. Medal zastąpił Army Distinguished Service Medal przy nadaniach dla żołnierzy tego rodzaju sił zbrojnych.
Medal jest przyznawany wojskowym Sił Powietrznych (w praktyce niemal wyłącznie generałom i wyższym oficerom) oraz innych rodzajów sił zbrojnych USA. W szczególnych wypadkach medal mogą otrzymać także przedstawiciele sił zbrojnych innych państw. Może być też przyznany wielokrotnie. Kolejne nadania są oznaczane poprzez nałożenie na wstążkę (oraz baretkę) brązowej odznaki w formie pęku liści dębowych (oak leaf cluster). Pięć odznak brązowych jest zastępowanych odznaką srebrną.